# GMS
GMS – znany również jako Growling Mad Scientists, jest holenderskim projektem muzycznym grającym psychedelic trance od wczesnych lat 90. po lata obecne. 
W jego skład wchodzi dwóch muzyków: Sajahan Matkin (znany jako Riktam) oraz Joe Quinteros (znany jako Bansi), projekt ten założony został w Amsterdamie.

## Dyskografia
- The Growly Family (TIP Records, 1998)
- GMS Vs. Systembusters (Spun Records, 1999)
- Tri-Ball University (TIP Records, 2000)
- The Hitz (TIP Records, 2000)
- No Rules (Spirit Zone Records, 2002)
- The Remixes (Spun Records, 2003)
- Emergency Broadcast System (Spun Records, 2005)
- Chaos Laboratory (Hadshot Haheizar, 2006)